# Q. Taniec śmierci

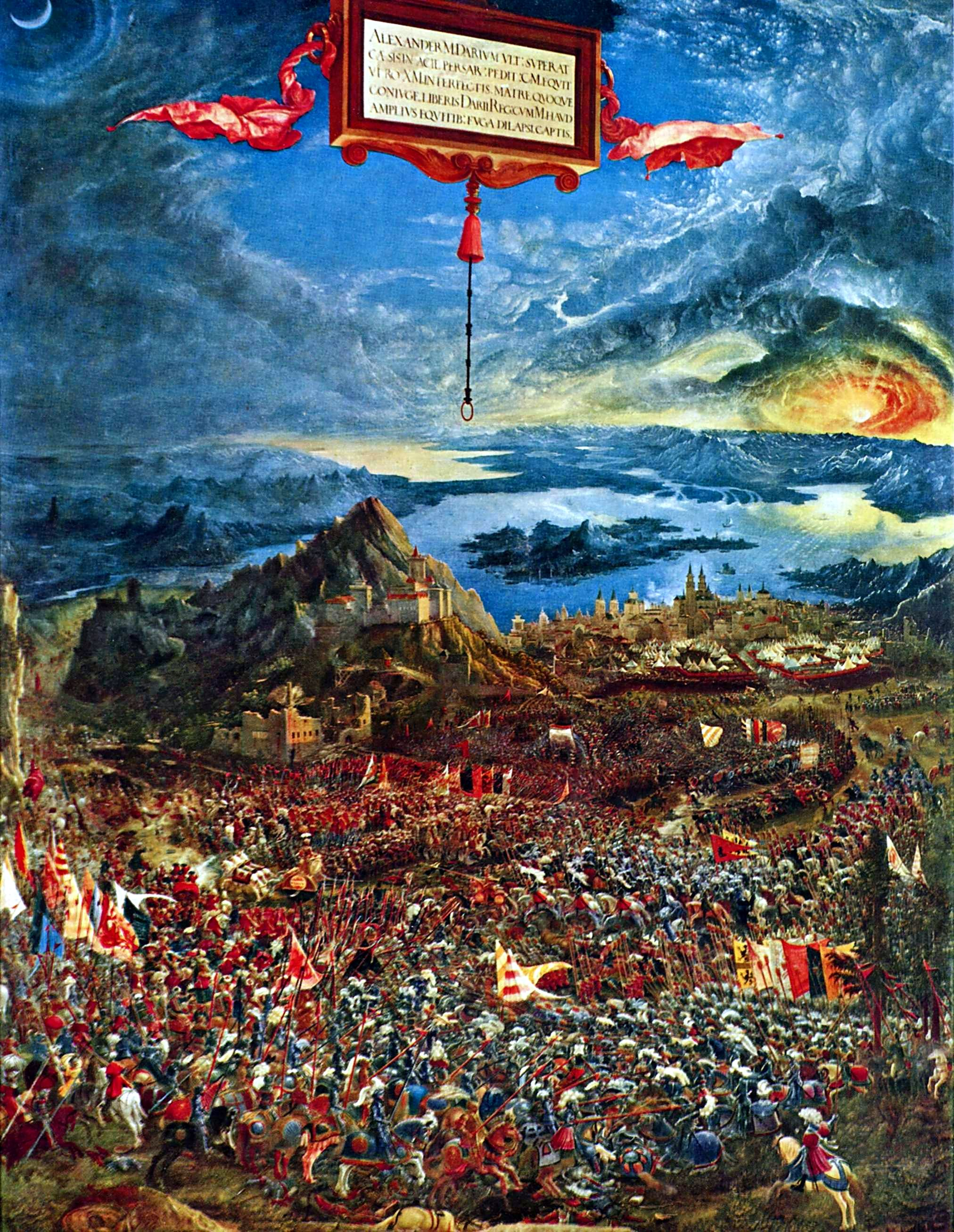
Bitwa Aleksandra, obraz Albrechta Altdorfera

Q. Taniec śmierci (org. Q) – powieść Luthera Blissetta (pseudonim zbiorowy) wydana po raz pierwszy we Włoszech w 2000 roku. Przez kilka lat została przetłumaczona na wiele języków, także na polski ukazując się nakładem Wydawnictwa Albatros w marcu 2005 roku w tłumaczeniu Jana Jackowicza.
We wszystkich wydaniach, książka opatrzona jest klauzulą o pozwoleniu na kopiowanie i powielanie do celów niekomercyjnych.
|  |

Tłem akcji są zapoczątkowane w I połowie XVI wieku konflikty religijne spowodowane wystąpieniem Marcina Lutra. Główny bohater znajduje się w centrum dziejących się w Europie wydarzeń poczynając od wywieszenia 95 tez w Wittenberdze zwiastujących protestantyzm, przez wojnę chłopską w Niemczech oraz dalsze konflikty uznane przez Kościół katolicki za działania heretyków. Angażuje się w sprawy ruchu anabaptystów w Münster uchodząc jako jeden z niewielu z życiem. Na jego oczach i przy jego udziale rodzi się reformacja.
Wybrane postacie historyczne występujące w powieści:
- Thomas Müntzer – teolog, jeden z pierwszych reformatorów
- Jan Matthijs – przywódców anabaptystów, ogłoszony prorokiem
- Jan Bockelson (Jan z Lejdy) - po śmierci Matthijsa ogłosił się nowym królem Dawidem
- Giovanni Pietro Carafa – członek rady papieskiej, przyszły papież

Powieść ukazała się w dwóch wersjach o ISBN 83-7359-269-5 oraz ISBN 83-7359-171-0.